# Karl Sidenbladh (statistiker)

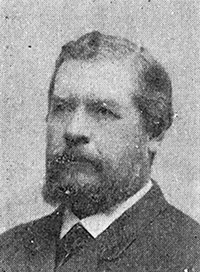
Karl Sidenbladh.

Karl Sidenbladh, född 25 april 1840 i Arnäs socken, Ångermanland, död 13 september 1911 i Stockholm, var en svensk språkforskare och statistiker. Han var bror till Elis Sidenbladh och farfar till Karl Sidenbladh.
Sidenbladh blev 1859 student vid Uppsala universitet, 1866 filosofie doktor och extra ordinarie amanuens vid universitetsbiblioteket samt var 1867–1871 docent i nordiska språk. Han utnämndes 1871 till aktuarie och 1879 till förste aktuarie i Statistiska centralbyrån, där han efter sin bror Elis var överdirektör och chef 1901–1905. Han var 1886–1901 ledamot av och 1901–1905 ordförande i Statistiska tabellkommissionen.
Han utgav en bearbetad upplaga av Fredrik Edvard Fåhraeus "Administrativ och statistisk handbok" (1879; tillägg därtill 1885) och på grundvalen av denna Administrativ handbok (1894), samt Sveriges kommuner i administrativt, judiciellt och ecklesiastikt hänseende (nio årgångar 1885–1906) med mera.
Vidare redigerade han Sveriges statskalender 1878–1911 och författade en del av Statistiska centralbyråns publikationer (mest befolkningsstatistik). Sidenbladh bearbetade och utgav även Sveriges officiella statistik i sammandrag (årgångarna 1872–1905) samt Sparbankerna i Sverige (årgångarna 1870–1892). För Nordisk familjeboks två första upplagor skrev han artiklar rörande Sveriges administrativa, judiciella och ecklesiastika indelning samt biografier.
Sidenbladh hade många kommunala uppdrag och tillhörde 1887–1905 stadsfullmäktige. År 1882 blev han ledamot av Lantbruksakademien.

## Övriga skrifter
- Stiörnu-Odda draumr (1866)
- Allmogemålet i Norra Ångermanland (1867)
- Statistiska meddelanden om Island (1871)
- Öfversigt af svenska litteraturen. Läsebok (tillsammans med Carl Östergren, 1872)
- Sveriges härads- och sockennamn (1872; ny upplaga 1873)